# 滇南杜鹃
滇南杜鹃（学名：Rhododendron hancockii）为杜鹃花科杜鹃花属下的一个种。

## 扩展阅读
維基物種上的相關：滇南杜鹃